# Jean Ménard (écrivain)
Pour les articles homonymes, voir Ménard.
Cet article concerne l'écrivain. Pour l'évêque, voir Jean Ménard (évêque).
Jean Ménard, né en 1930 à Ottawa et mort en 1977, est un pédagogue, essayiste et poète franco-ontarien.

## Biographie
Jean Ménard a étudié au Collège Saint-Alexandre de Limbour (B.A., 1950), à l'Université Laval (licence ès lettres, 1952) et à l'Université de Paris (doctorat en littérature, 1955). Professeur à la Faculté des arts de l'Université d'Ottawa, il fonde avec Bernard Julien, o.m.i., Réjean Robidoux et Paul Wyczynski le Centre de recherche en littérature canadienne-française en 1958.
En plus de ses fonctions universitaires, Jean Ménard dirige la page littéraire du journal Le Droit en 1961 et 1962. Il est également membre de la Société des écrivains canadiens, qu'il préside en 1969; de la Société royale du Canada; de l'Académie canadienne-française. Il reçoit la distinction de professeur de recherche de l'année de l'Université d'Ottawa en 1973.

## Ouvrages
- 1956 - L'Œuvre de Boylesve avec des documents inédits, Paris, Librairie Nizet;
- 1957 - De Corneille à Saint-Denys Garneau, Montréal, Beauchemin;
- 1962 - Plages, Montréal, Beauchemin;
- 1963 - Les Myrtes, Montréal, Beauchemin;
- 1967 - Xavier Marmier et le Canada avec des documents inédits. Relations franco-canadiennes au XIXe siècle, Québec, Presses universitaires de l'Université Laval;
- 1968 - William Chapman, Montréal/Paris, Fides;
- 1969 - Inextinguible, Québec, Garneau;
- 1971 - La Vie littéraire au Canada français, Ottawa, EUO;
- Inachevé - Madame de Staël et les arts.

## Distinctions
Jean Ménard a reçu de nombreux prix et honneurs, pour ses œuvres et sa carrière:
- 1957 - Prix Max-Barthou de l'Académie française;
- 1963 - Prix Champlain;
- 1967 - Prix de l’Académie française;
- 1968 - Prix Xavier-Marmier de l'Académie française;
- Membre de l'Académie canadienne-française;
- Membre de la Société royale du Canada.